# Колосс на глиняных ногах

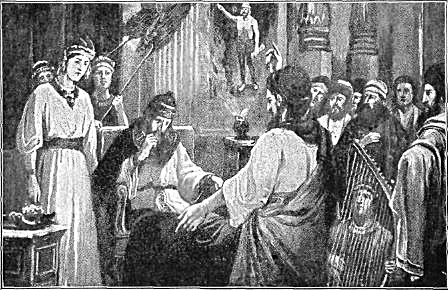
Даниил толкует сон Навуходоносора

Коло́сс на глиняных ногах — крылатое выражение, которым характеризуется что-либо величественное с виду, но по существу слабое. Возникло из библейского рассказа о толковании пророком Даниилом сна царя Навуходоносора (Дан. 2:31—35).
Образ восходит ко сну Навуходоносора (Дан. 2:31—35), растолкованному пророком Даниилом как символ царства, которому суждено разрушиться:

Тебе, царь, было такое видение: вот, какой-то большой истукан; огромный был этот истукан, в чрезвычайном блеске стоял он пред тобою, и страшен был вид его. У этого истукана голова была из чистого золота, грудь его и руки его — из серебра, чрево его и бедра его медные, голени его железные, ноги его частью железные, частью глиняные. Ты видел его, доколе камень не оторвался от горы без содействия рук, ударил в истукана, в железные и глиняные ноги его, и разбил их. Тогда все вместе раздробилось: железо, глина, медь, серебро и золото сделались как прах на летних гумнах, и ветер унес их, и следа не осталось от них; а камень, разбивший истукана, сделался великою горою и наполнил всю землю.

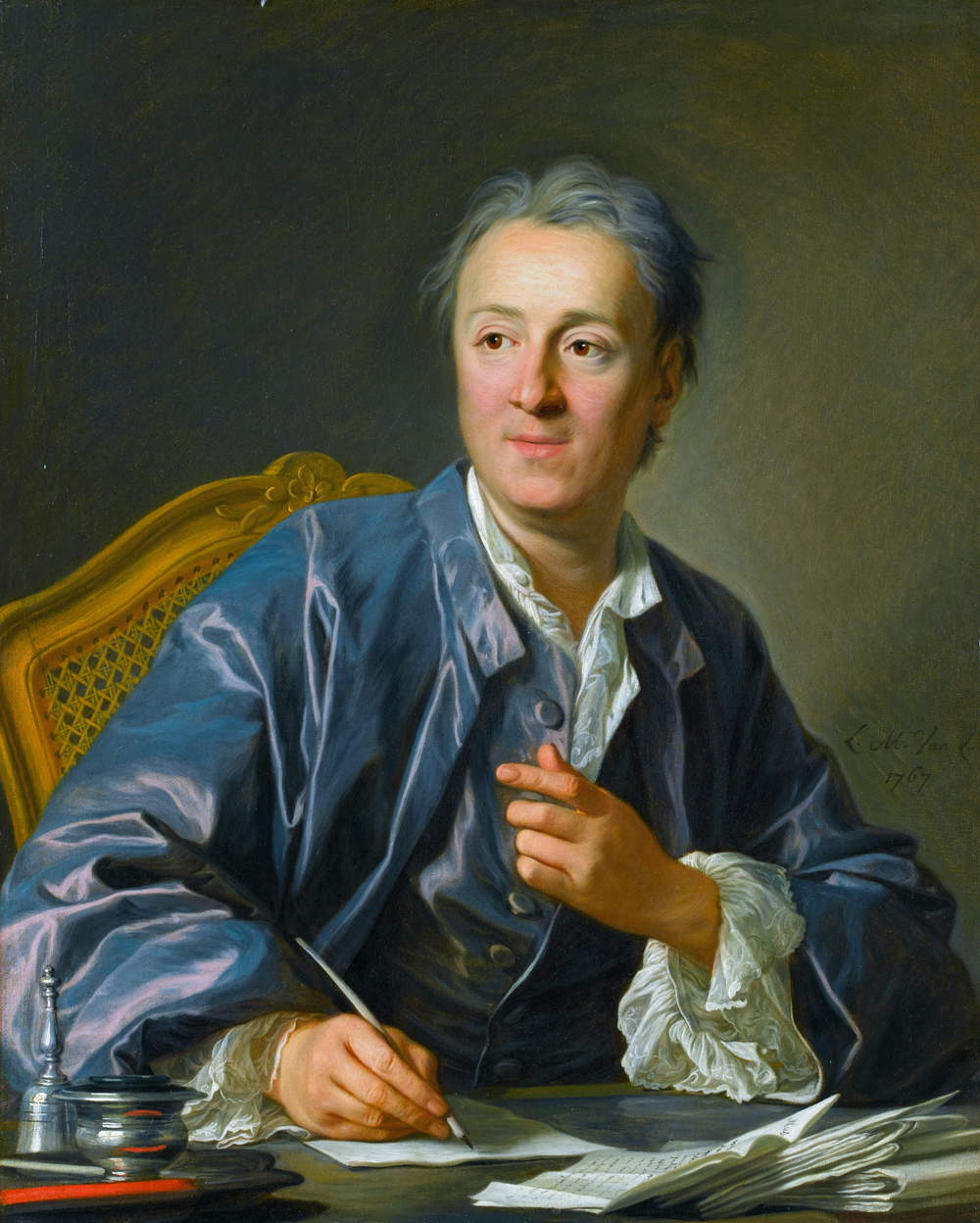
Дени Дидро, портрет 1767 года.

Граф Л.-Ф. Сегюр в своих мемуарах, опубликованных в 1827 году, приводит мнение Д. Дидро, назвавшего «колоссом на глиняных ногах» (фр. un colosse aux pieds d'argile) Российскую империю, которую Дидро посетил в 1773—1774.  Следует отметить, что в сочинениях самого Дени Дидро подобное выражение отсутствует. 
Сам Сегюр, вспоминая о своем пребывании в России, пишет, что если раньше Россия и «была лишь колоссом на глиняных ногах, то этой глине дали затвердеть и она превратилась в бронзу». Слова эти объясняются тем, что воспоминания Сегюра были написаны им уже после поражения наполеоновской армии и взятия русскими войсками Парижа.
Слова «колосс» нет ни во французской, ни в русской версии Книги пророка Даниила. По-русски там говорится об истукане, а по-французски о большой статуе (une grande statue). Последнее дословно соответствует лат. una grandis statua в Вульгате. Тем не менее, начиная с восемнадцатого века, во Франции употребляется именно выражение "un colosse aux pieds d'argile". Возможно, произошла контаминация библейской истории и Колосса Родосского. Эта статуя, как пишет Страбон, «…лежала на земле, поверженная землетрясением и переломленная у коленей».